# Open GDF SUEZ du Périgord 2011
L'Open GDF SUEZ du Périgord 2011 è stato un torneo professionistico di tennis femminile giocato sulla terra rossa. È stata la 12ª edizione del torneo, che fa parte dell'ITF Women's Circuit nell'ambito dell'ITF Women's Circuit 2011. Si è giocato a Périgueux in Francia dal 20 al 26 giugno 2011.

## Partecipanti

### Teste di serie
| Nazionalità | Giocatrice             | Ranking* | Testa di serie |
| ----------- | ---------------------- | -------- | -------------- |
| Giappone    | Erika Sema             | 159      | 1              |
| Grecia      | Irini Georgatou        | 191      | 2              |
| Turchia     | Çağla Büyükakçay       | 194      | 3              |
| Argentina   | Florencia Molinero     | 206      | 4              |
| Spagna      | Leticia Costas Moreira | 213      | 5              |
| Francia     | Séverine Beltrame      | 231      | 6              |
| Francia     | Audrey Bergot          | 253      | 7              |
| Francia     | Nathalie Piquion       | 267      | 8              |

- Ranking al 13 giugno 2011.

### Altre partecipanti
Giocatrici che hanno ricevuto una wild card:
- Alice Bacquie
- Marion Gaud
- Chloe Paquet
- Alice Tisset

Giocatrici che sono passate dalle qualificazioni:
- Çağla Büyükakçay
- Céline Ghesquière
- Rachel Girard
- Jennifer Migan
- Morgane Pons
- Patrycya Sanduska
- Jade Suvrijn
- Valerie Verhamme
- Clothilde de Bernardi (lucky loser)
- Paula Cristina Gonçalves (lucky loser)
- Gracia Radovanovic (lucky loser)

## Campionesse

### Singolare
Séverine Beltrame ha battuto in finale  Audrey Bergot con il punteggio di 6–4, 6–2

### Doppio
Florencia Molinero /  Erika Sema hanno battuto in finale  Leticia Costas Moreira /  Inés Ferrer-Suárez con il punteggio di 6–2, 3–6, [10–7]